# إدارة إجراءات العمل
إدارة إجراءات العمل هي أسلوب إداري شمولي يتمركز حول وضع كل نواحي المؤسسة بشكل متوائم مع رغبات واحتياجات العملاء. هو أسلوب يروج للكفاءة والفعالية وفي ذات الوقت يسعى نحو الابتكار والمرونة والربط مع التكنولوجيا. إدارة إجراءات العمل تحاول باستمرار تحسين الإجراءات. لذا، يمكن وصفها على أنها عملية تحسين العمليات. يقول البعض أن إدارة إجراءات العمل تمكن المؤسسات من العمل بشكل أكثر كفاءة وفعالية وتجعلهن أكثر قدرة على تقبل التغيير مقارنة مع المؤسسات التي تتبع أسلوب الإدارة الهيكلية التقليدي.
هناك عدة مناطق تهدف إدارة إجراءات العمل إلى تتبعها هي تتضمن كالاتي:
1- الموائمة الداخلية والخارجية في انجازات إجراءات العمل والأهداف مع لب الأعمال والاستراتيجات واهداف إجراءات العمل في المنظمة.
2- الفهم وتوثيق إجراءات العمل الذي من خلاله يساهم في التنفيذ المستمر في المنظمة.
3- القياس، والرقابة في انجازات الأعمال الذي تعتبر أحد المفاتيح الرئيسية في المدخلات والمخرجات للنظمة.

## إدارة إجراءات العمل (بي بّي إم)
نظام في إدارة الإجراءات يستخدم فيه الأشخاص أساليب مختلفة لاكتشاف إجراءات العمل ووضع نماذج لها وتحليلها وقياسها وتطويرها وتحسينها وأتمتتها. أي مزيج من الأساليب المستخدمة لإدارة إجراءات العمل للشركة يُدعى بي بّي إم. يمكن أن تكون الإجراءات منظمة ومتكررة أو غير منظمة ومتغيرة. على الرغم من أنها غير مطلوبة، غالبًا ما تُستخدم التقنيات التمكينية مع بي بّي إم.
يمكن تمييزها عن إدارة البرنامج في أن إدارة البرنامج معنيّة بإدارة مجموعة من المشاريع المترابطة. من وجهة نظر أخرى، تشمل إدارة الإجراءات إدارة البرنامج. في إدارة المشروع، إدارة الإجراءات هي استخدام عملية قابلة للتكرار لتحسين نتائج المشروع.
الفروق الرئيسة بين إدارة الإجراءات وإدارة المشاريع هي التكرار والقدرة على التنبؤ. إذا كان هيكل وتسلسل العمل مميزين، فهو مشروع. في إدارة إجراءات العمل، يمكن أن يختلف تسلسل العمل من حالة إلى أخرى: هناك بوابات وشروط وقواعد عمل وما إلى ذلك. المفتاح هو القدرة على التنبؤ: بصرف النظر عن عدد التشعبات في الطريق، فنحن نعرفها جميعًا مقدمًا، ونفهم شروط الإجراء لاتخاذ مسار أو آخر. إذا استُوفي هذا الشرط، فإننا نتعامل مع عملية.
كنهج، يرى نظام إدارة إجراءات العمل الإجراءات كممتلكات مهمة لمنظمة يجب فهمها وإدارتها وتطويرها للإعلان عن المنتجات والخدمات ذات القيمة المضافة وتقديمها للعملاء أو العملاء. يشبه هذا النهج إلى حد كبير غيرها من منهجيات إدارة الجودة الشاملة أو عمليات التحسين المستمر.
يشجع آيزو 9000 نهج الإجراء لإدارة المنظمة.
... يعزز اعتماد نهج الإجراء عند تطوير وتنفيذ وتحسين الفعالية نظام إدارة الجودة، لتعزيز رضا العملاء من خلال تلبية متطلبات العملاء.
يدّعي مؤيدو إدارة إجراءات العمل أيضًا أنه يمكن دعم هذا النهج أو تمكينه من خلال التكنولوجيا. على هذا النحو، تناقش العديد من مقالات وخبراء نظام بي بّي إم باستمرار إحدى وجهتي النظر: الأشخاص و/أو التكنولوجيا.
يعمل نظام إدارة إجراءات العمل على تبسيط معالجة الأعمال من خلال أتمتة تدفقات العمل؛ بينما يؤتمت آر بّي إيه المهام من خلال تسجيل مجموعة من الأنشطة المتكررة التي ينفذها الإنسان. تعمل المؤسسات على زيادة أتمتة أعمالها بالاستفادة من كلتا التقنيتين لتحقيق نتائج أفضل.